# Adrano
Adrano is een gemeente in de Italiaanse provincie Catania (regio Sicilië) en telt 35.611 inwoners (31-12-2004). De oppervlakte bedraagt 82,5 km², de bevolkingsdichtheid is 432 inwoners per km². De stad is rond 400 v.Chr. gesticht door Dionysios I van Syracuse.
Even ten noordwesten van Adrano staat de veertiende-eeuwse Ponte dei Saraceni.

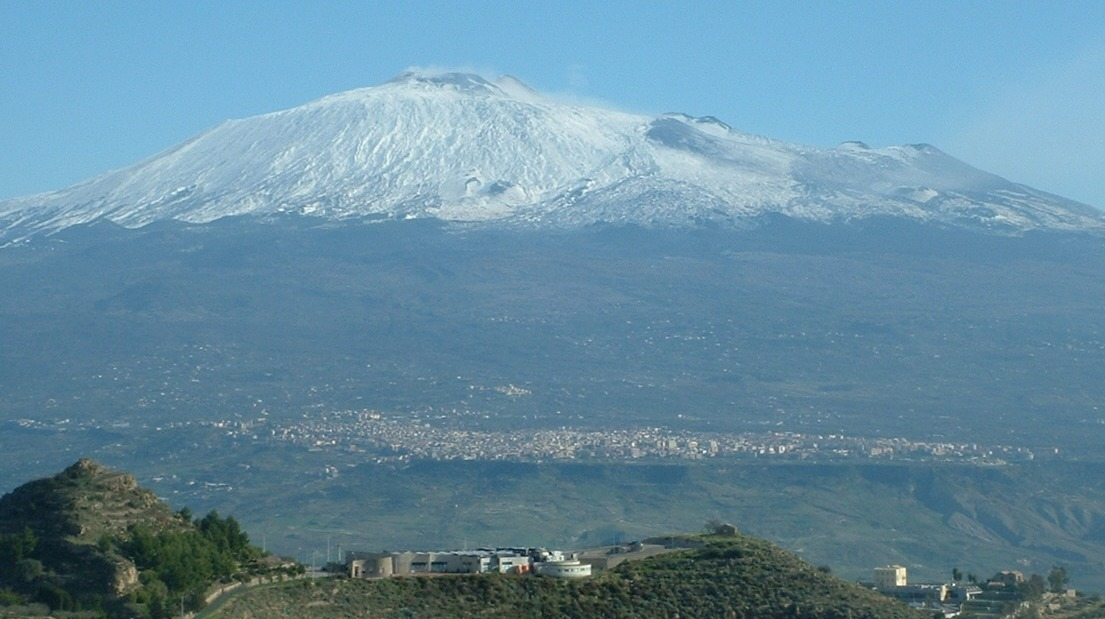
Adrano
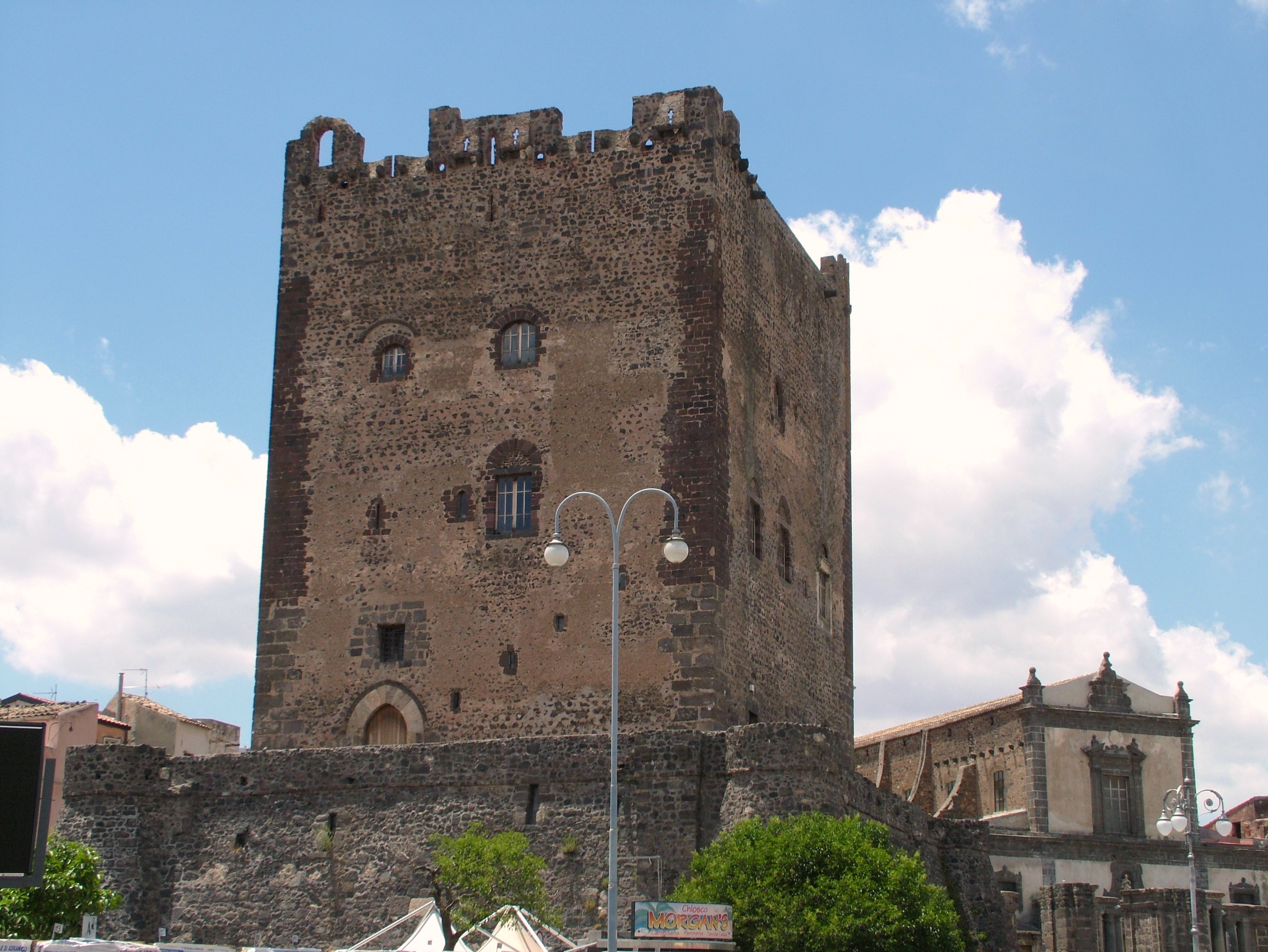
Noormannenkasteel bij Adrano
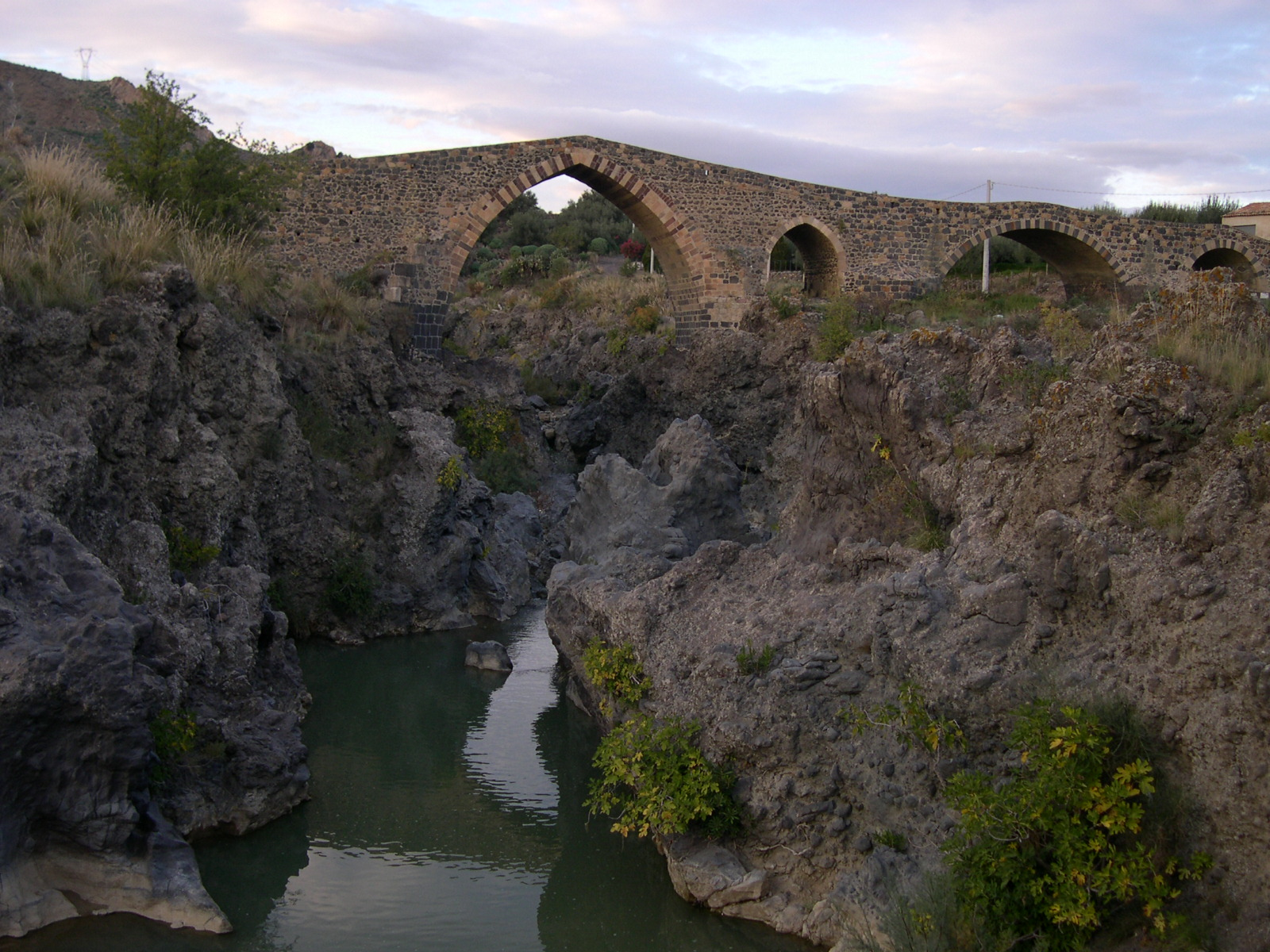
Ponte dei Saraceni
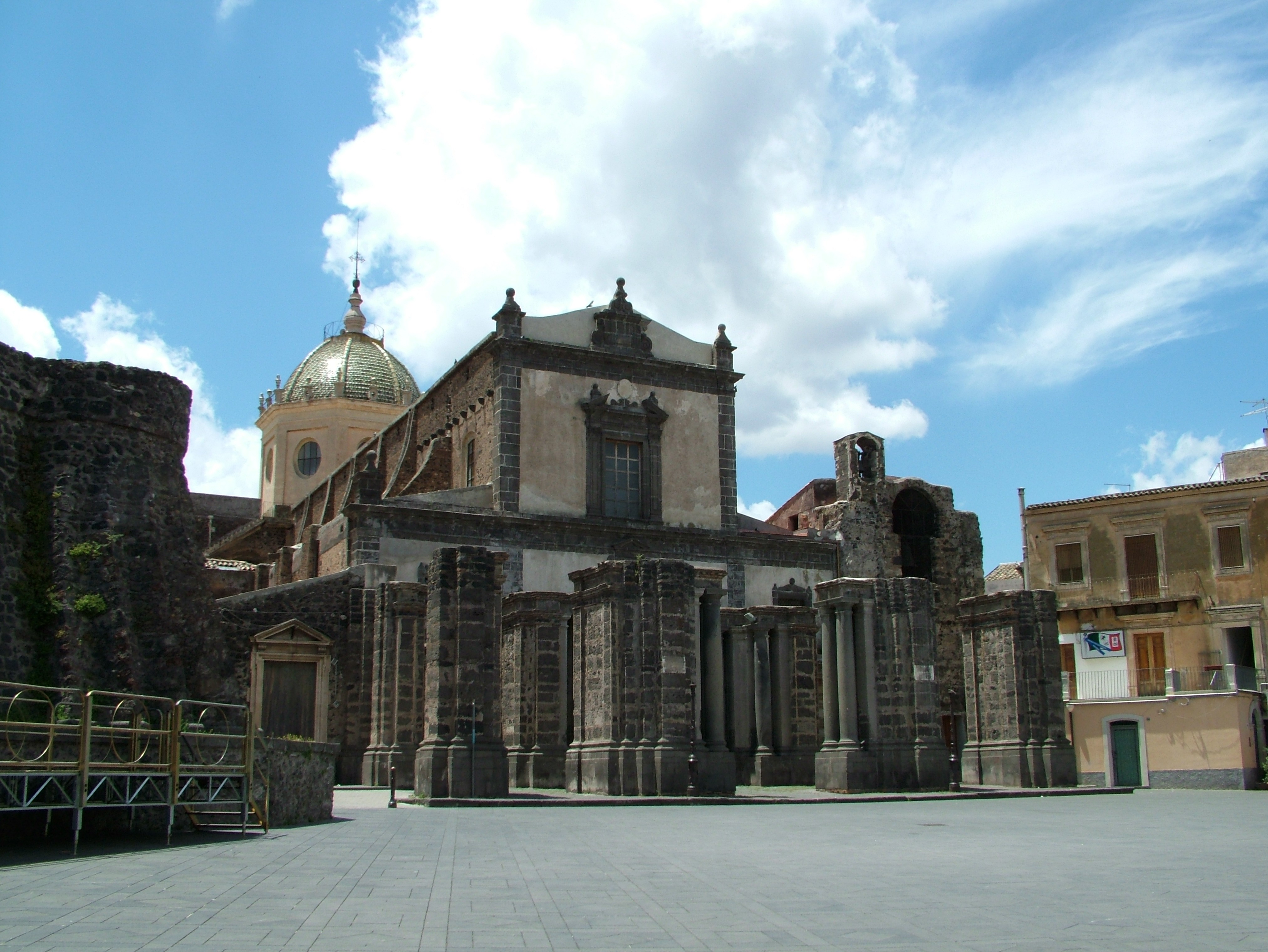
Kerk
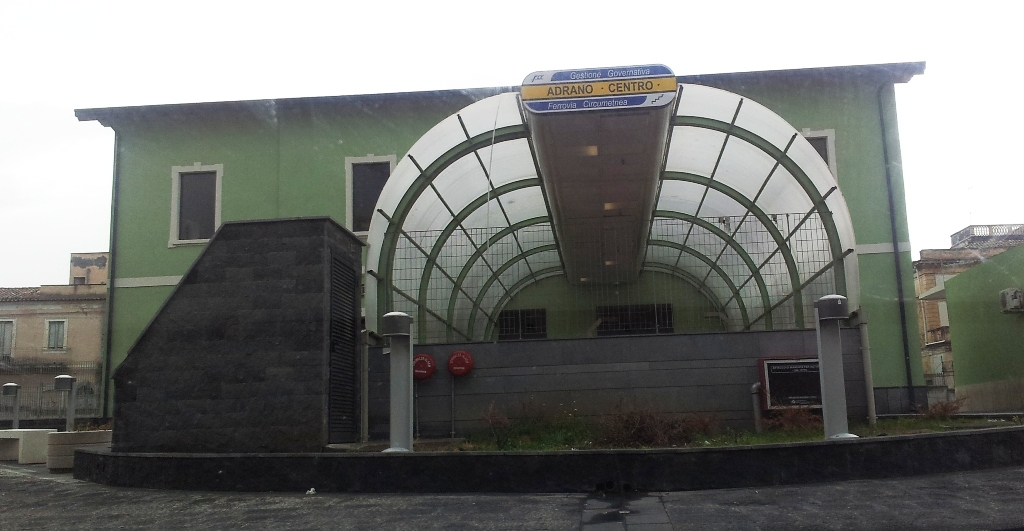
Metro

## Demografie
Adrano telt ongeveer 12451 huishoudens. Het aantal inwoners steeg in de periode 1991-2001 met 5,4% volgens cijfers uit de tienjaarlijkse volkstellingen van ISTAT.
| Jaar | Inwoneraantal |
| ---- | ------------- |
| 1991 | 32.717        |
| 2001 | 34.490        |

## Geografie
De gemeente ligt op ongeveer 560 m boven zeeniveau.
Adrano grenst aan de volgende gemeenten: Belpasso, Biancavilla, Bronte, Castiglione di Sicilia, Centuripe (EN), Maletto, Nicolosi, Randazzo, Sant'Alfio, Zafferana Etnea.